# 竹子林駅
竹子林駅（ちくしりんえき）は深圳市福田区に位置する深圳地下鉄羅宝線（1号線）の駅。

## 駅構造
島式ホーム2面3線の地下駅。駅名にちなんで竹をデザインされたホームになっている。 出口はAとBの2つある。
| 羅宝線ホーム (B2F) | ←■羅宝線 機場東方面          |
| 羅宝線ホーム (B2F) | 島式ホーム                   |
| 羅宝線ホーム (B2F) | ←竹子林車両基地への出入庫用→ |
| 羅宝線ホーム (B2F) | 島式ホーム                   |
| 羅宝線ホーム (B2F) | ■羅宝線 羅湖方面→            |

## 駅周辺
- 福田汽車駅(バスターミナル)
- 深南市場
- 深南大道過街通道
- 東方銀座

## 歴史
- 2004年12月28日 - 開業。

## 隣の駅
深圳地下鉄
■羅宝線（1号線）
僑城東駅 - 竹子林駅 - 車公廟駅